# Stadion im. Czesława Kobusa
Stadion im. Czesława Kobusa – stadion piłkarski znajdujący się w Bydgoszczy. Na tym obiekcie rozgrywają mecze piłkarze Chemika Bydgoszcz.

## Historia
Na początku lat 70. XX w. w Bydgoszczy rozpoczęto budowę wielkich osiedli mieszkaniowych na Wyżynach i Kapuściskach. Zakłady Chemiczne Zachem oraz działający pod ich patronatem klub uzyskały poparcie władz miejskich dla budowy nowego obiektu sportowo-rekreacyjnego przeznaczonego na mieszkańców nowych osiedli. Na inwestycji miał skorzystać BKS Chemik, który do tej pory posiadał skromne zaplecze: boisko przy ul. Hutniczej oraz przystań żeglarską w Łęgnowie. Na budowę ośrodka przeznaczono teren o powierzchni 17 hektarów. W latach 1971–1973 w „Miastoprojekcie Bydgoszcz” przygotowano dokumentację techniczną. Obiekty wzorowano m.in. na budowanym w tym czasie kompleksie sportowym Petrochemii w Płocku. Głównym projektantem został dr inż. Aleksander Pietrzak. Powołano Społeczny Komitet Budowy Ośrodka z przewodniczącym – prezydentem miasta Wincentym Domiszem. Realizację obiektu podzielono na dwa etapy. Pierwszy z nich rozpoczęty w 1974 roku obejmował budowę stadionu z zapleczem oraz hali sportowej. Większość prac nie wymagających kwalifikacji fachowych (formowanie trybun, płyty stadionu, bieżni, obiektów pomocniczych) realizowano przy udziale społeczeństwa (czyny społeczne) oraz pracowników bydgoskich zakładów, głównie przemysłu chemicznego (Zachem, Romet, Foton, Pollena, Makrum, Polgaz).
16 października 1977 roku oddano do użytku stadion piłkarski z boiskiem o wymiarach 105 na 70 metrów, otoczony 8-torową bieżnią lekkoatletyczną oraz trybunami ziemnymi na 15 tys. widzów. W otoczeniu obiektu urządzono dwa boiska treningowe do piłki nożnej o wymiarach 95 na 65 m, boisko dla trampkarzy, zestawy boisk do gier małych, cztery korty tenisowe, kasy, sanitariaty oraz parking na 500 samochodów. W uroczystym otwarciu wzięły udział władze miasta, klubu i mieszkańcy Bydgoszczy. Pierwszym meczem rozegranym na stadionie było towarzyskie spotkanie Chemika z Polonią Bydgoszcz zakończone remisem 1:1. W 1980 celu wygenerowania środków finansowych na budowę hali sportowej i budynku socjalno-biurowego, na parkingu klubowym rozpoczęto organizowanie giełdy samochodowej, a następnie towarowej. Wiosną 1983 oddano do użytku budynek administracyjny z restauracją i gabinetami odnowy biologicznej, a w 1984 – halę sportową z widownią 700 miejsc.
Z powodu braku funduszy nie zrealizowano obiektów przewidzianych w II etapie budowy: krytej pływalni o wymiarach 25 na 15 metrów oraz otwartego basenu kąpielowego o wymiarach 50 na 25 metrów wraz z brodzikiem dla dzieci. Cały obiekt miał mieć pojemność na około 10 tysięcy osób, w tym kąpielisko na 4 tys. W latach 2009–2015 obiekt zmodernizowano, m.in. trybuny i halę sportową oraz zbudowano nowe boisko piłkarskie ze sztuczną nawierzchnią.
Od 2004 roku stadion nosi imię Czesława Kobusa - prezesa Chemika w latach 70. i 80. XX w., inicjatora budowy ośrodka sportowego Chemika.
Na stadionie mecze rozgrywa m.in. drużyna seniorów Chemika Bydgoszcz. W sezonach 1979/1980, 1991/1992 i 1992/1993 występowała w II lidze, w pozostałych głównie w III lidze.